# Свети Илия (Ябланица)
Вижте пояснителната страница за други значения на Свети Илия.
„Свети Пророк Илия“ (на македонска литературна норма: „Свети Илија“) е възрожденска църква в стружкото село Ябланица, Северна Македония. Църквата е част от Стружкото архиерейско наместничество на Дебърско-Кичевската епархия на Македонската православна църква – Охридска архиепископия.
Църквата е разположена на възвишение в южната част на селото и е негов главен храм. Според запазения надпис е изградена в 1886 година с ктиторството на ябланишките печалбари. В архитектурно отношение е еднокорабна сграда, иззидана от дялани камъни и е шедьовър на ябланишките майстори каменорезци. Вътрешността е доста скромна с нова живопис и иконостас с плитка резба. Преосветена е от митрополит Тимотей Дебърско-Кичевски в 1996 година. В двора на храма е погребан войводата на ВМОРО Цветко Стоянов.